# اورلند، کره جنوبی
اورلند (به کره‌ای: Everland- 에버랜드리조트) شهر بازی در یونگین، شهری در گیونگی-دو، یکی از استان‌های کرهٔ جنوبی است.
این شهر بازی بزرگترین شهر بازی کرهٔ جنوبی، با ۶٫۶ میلیون بازدید کننده و سیزدهمین پارک تفریحی در جهان در سال ۲۰۱۱ انتخاب شده که از جاذبه‌های اصلی آن می‌توان باغ وحش و یک پارک آبی به نام خلیج کارائیب -Caribbean Bay- را نام برد.
این شهربازی توسط «اورلند سامسونگ» اداره می‌شود که یکی از شرکت‌های گروه سامسونگ محسوب می‌شود.